# Entrains-sur-Nohain
Entrains-sur-Nohain est une commune française située dans le département de la Nièvre, en région Bourgogne-Franche-Comté.
Ses habitants se nomment les Entraînois et les Entraînoises.

## Géographie

### Situation
Située à l'extrême nord du département de la Nièvre et contigüe au département de l'Yonne, Entrains-sur-Nohain est à 25 km (à vol d'oiseau) de la rive droite de la Loire - et du département du Cher qui commence à la Loire. Clamecy à 22 km à l'est, leur préfecture Nevers est à 61 km au sud, Avallon (Yonne) à 60 km à l'est Dijon (Côte-d'Or) à 166 km par l'autoroute A6, Auxerre (préfecture de l'Yonne) à 50 km au nord-est.

### Description
Entrains-sur-Nohain est une ancienne ville gallo-romaine, assise au milieu d'une plaine, entourée d’une chaîne de collines et de vastes forêts qui s’étendent sur plusieurs kilomètres.

### Transports
La plus proche entrée/sortie pour l'autoroute A77 — qui longe la Loire — est la no 22 « Cosne » à 32 km à l'ouest. Celle pour l'autoroute A6 est à 71 km à l'est : entrée/sortie no 22, « Avallon ».
La gare d'Entrains (Clamecy à Cosne, ouverte en 1893,) est maintenant fermée.

### Hydrographie
La commune est traversée presque entièrement par le Nohain, affluent de la Loire qui prend source dans le nord-est de la commune et en sort au sud-ouest ; il conflue avec la Loire à Cosne-Cours-sur-Loire. Au bourg, il reçoit en rive droite (côté ouest) le Trelon, qui lui aussi prend source sur la commune. Au sud du bourg, il reçoit en rive gauche le ruisseau Saint-Nicolas, qui prend source sur la Chapelle-Saint-André.
Le Nohain alimente deux étangs sur la commune, près du bourg ; et le ruisseau Saint-Nicolas en alimente deux autres : étang de Saint-Fiacre et étang de Saint-Nicolas.

### Géologie
La commune se trouve essentiellement sur les plateaux calcaires du Jurassique supérieur (Oxfordien moyen et supérieur), qui composent en partie la zone charnière entre le Morvan et les premières côtes du bassin de Paris d'âge Portlandien et Crétacé. Ce substrat est lacéré par des failles plus ou moins parallèles orientées N.N.E./S.S.O. La faille la plus marquée traverse le bourg. Une grande partie du substratum secondaire est recouvert par des formations superficielles tertiaires.

### Climat
Pour des articles plus généraux, voir Climat de la Bourgogne-Franche-Comté et Climat de la Nièvre.
En 2010, le climat de la commune est de type climat océanique dégradé des plaines du Centre et du Nord, selon une étude du Centre national de la recherche scientifique s'appuyant sur une série de données couvrant la période 1971-2000. En 2020, Météo-France publie une typologie des climats de la France métropolitaine dans laquelle la commune est exposée à un climat océanique altéré et est dans la région climatique  Centre et contreforts nord du Massif Central, caractérisée par un air sec en été et un bon ensoleillement. 
Pour la période 1971-2000, la température annuelle moyenne est de 11,2 °C, avec une amplitude thermique annuelle de 15,4 °C. Le cumul annuel moyen de précipitations est de 820 mm, avec 12,4 jours de précipitations en janvier et 7,7 jours en juillet. Pour la période 1991-2020, la température moyenne annuelle observée sur la station météorologique de Météo-France la plus proche, « Moutiers_sapc », sur la commune de Moutiers-en-Puisaye à 17 km à vol d'oiseau, est de 11,0 °C et le cumul annuel moyen de précipitations est de 870,3 mm. 
La température maximale relevée sur cette station est de 41,3 °C, atteinte le 25 juillet 2019 ; la température minimale est de −20,2 °C, atteinte le 6 janvier 1971,,. 
Les paramètres climatiques de la commune ont été estimés pour le milieu du siècle (2041-2070) selon différents scénarios d'émission de gaz à effet de serre à partir des nouvelles projections climatiques de référence DRIAS-2020. Ils sont consultables sur un site dédié publié par Météo-France en novembre 2022.

## Urbanisme

### Typologie
Au 1er janvier 2024, Entrains-sur-Nohain est catégorisée commune rurale à habitat dispersé, selon la nouvelle grille communale de densité à sept niveaux définie par l'Insee en 2022.
Elle est située hors unité urbaine et hors attraction des villes,.

### Occupation des sols
L'occupation des sols de la commune, telle qu'elle ressort de la base de données européenne d’occupation biophysique des sols Corine Land Cover (CLC), est marquée par l'importance des territoires agricoles (57,5 % en 2018), une proportion sensiblement équivalente à celle de 1990 (57,2 %). La répartition détaillée en 2018 est la suivante : 
terres arables (49,9 %), forêts (39 %), prairies (5,3 %), zones agricoles hétérogènes (2,3 %), zones urbanisées (1,8 %), milieux à végétation arbustive et/ou herbacée (1 %), mines, décharges et chantiers (0,7 %). L'évolution de l’occupation des sols de la commune et de ses infrastructures peut être observée sur les différentes représentations cartographiques du territoire : la carte de Cassini (XVIIIe siècle), la carte d'état-major (1820-1866) et les cartes ou photos aériennes de l'IGN pour la période actuelle (1950 à aujourd'hui).

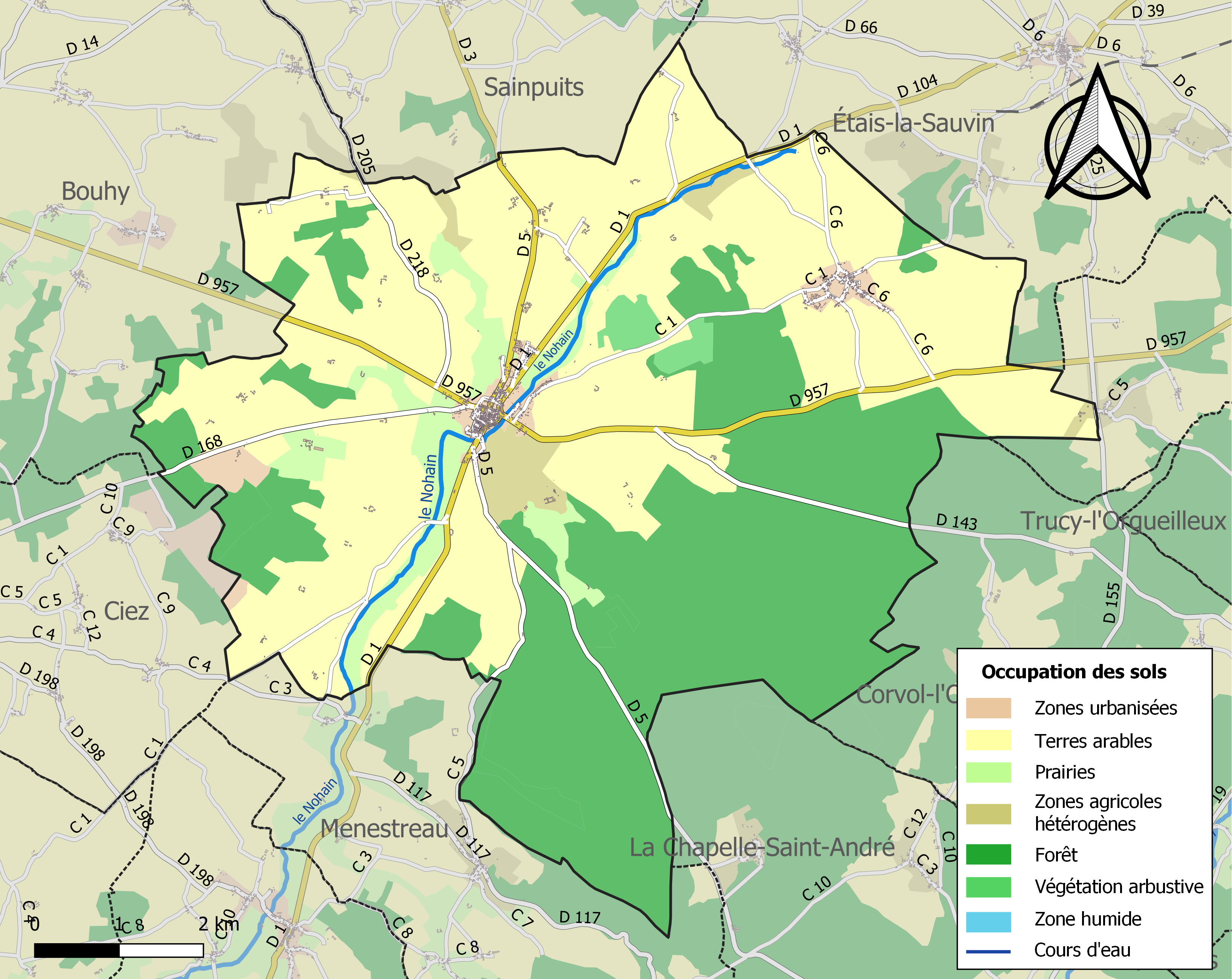
Carte des infrastructures et de l'occupation des sols de la commune en 2018 (CLC).

## Toponymie
La première mention connue remonte au IIe siècle : Intaranum (inscription d’Autun). On relève également Interamnum au VIe siècle ; Interamnis vers 600 ; Interrannis en 1120 ;  Antrain en 1496 ; Entrain en 1562 et Entrin en 1678.
Il s'agit d’une formation toponymique gallo-romaine basée sur les éléments latins inter « entre » et amnis « cours d’eau, rivière », rhabillage d’un composé gaulois, peut-être de   intar « entre » et anum « marais ».

## Histoire

### Antiquité

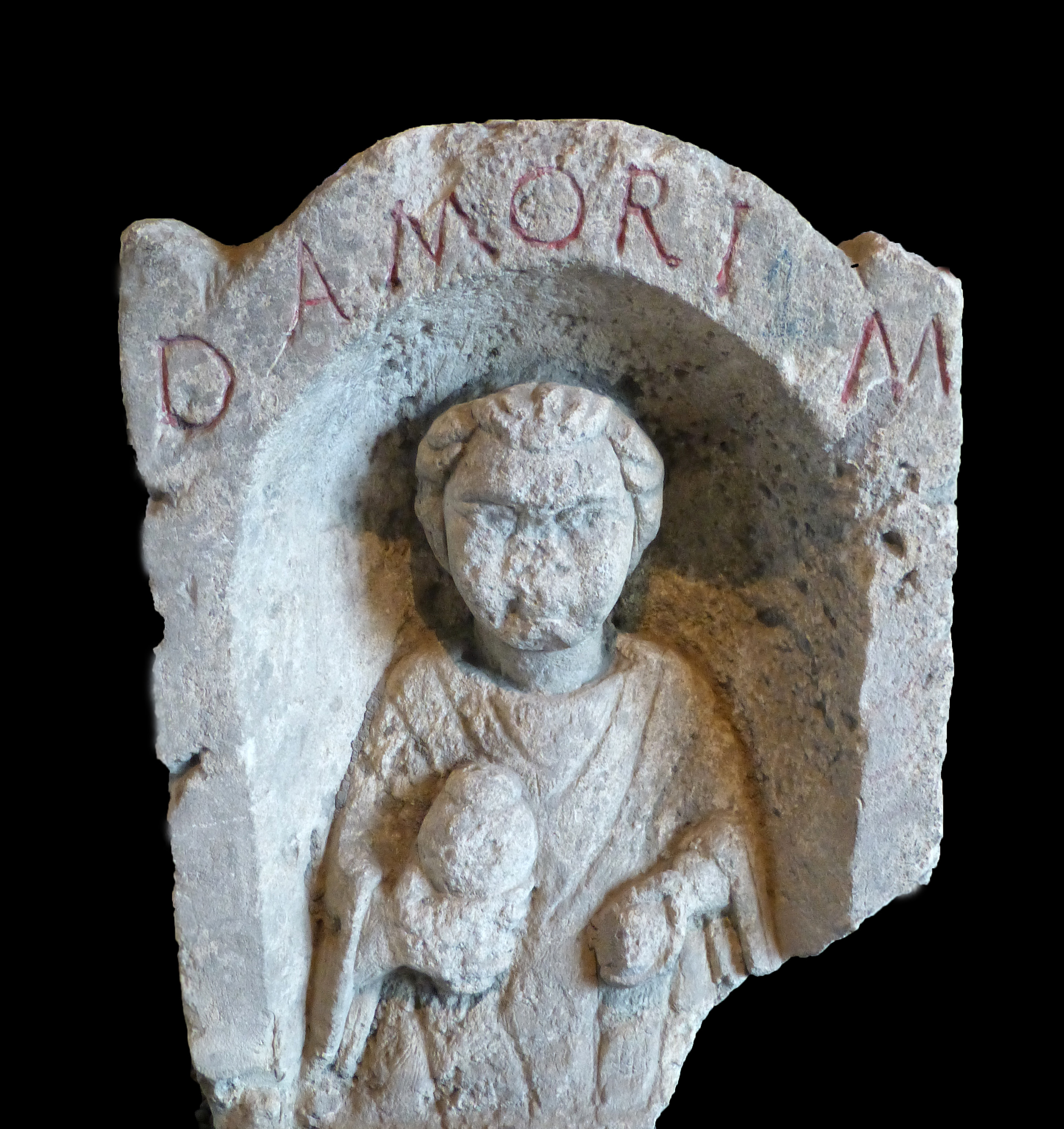
Stèle funéraire gallo-romaine trouvée à Entrains, abbaye Saint-Germain d'Auxerre.

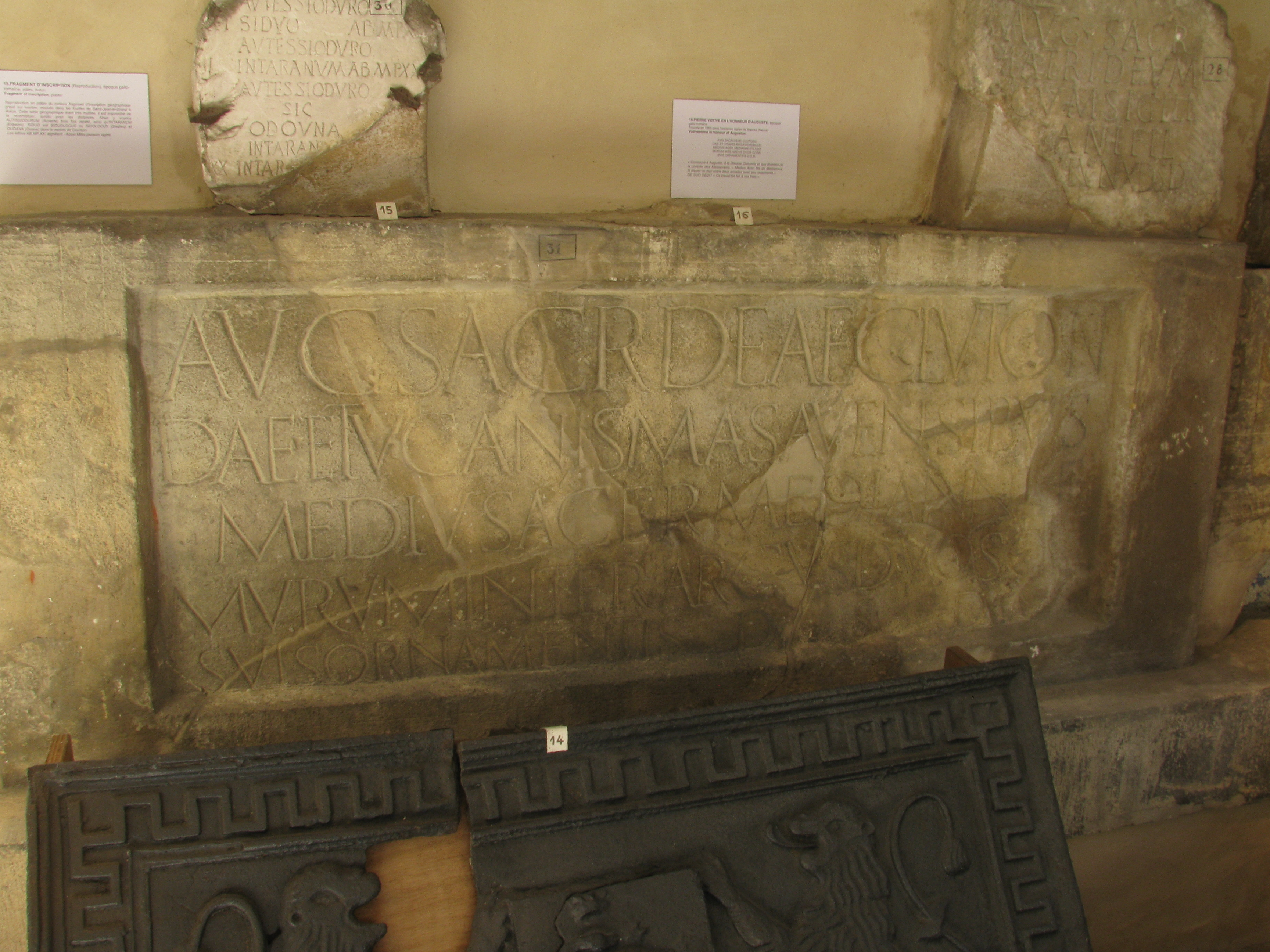
En haut à gauche du cliché, CIL XIII 2681.

Entrains-sur-Nohain était autrefois une importante cité gallo-romaine à un carrefour routier. Son nom en latin est Intaranum, indiqué sur une plaque découverte en 1840 à Autun (CIL 13, 2681,,
communément appelé l'itinéraire d'Autun, donnant entre autres un trajet d'Autessiodorum (Auxerre) à Intaranum (Entrains) par Odona (Ouanne).
Ville puissante et prospère qui s'étend sur près de 120 hectares y compris les nécropoles, on y a retrouvé de nombreux vestiges archéologiques de l'occupation gallo-romaine et en particulier l'Apollon citharède, statue en calcaire de 2,65 m conservée au musée d'archéologie nationale de Saint-Germain-en-Laye, ainsi qu'une statuette en bronze de Mercure assis conservée à Paris au musée du Louvre. En 1910 Espérandieu publie une liste descriptive de 81 objets (dont les deux précédemment cités) découverts à Entrains.
À partir de 1960 de nombreuses études et recherches sont faites sur la commune : fouilles, sondages, observations de travaux d’urbanisme, prospections aériennes et pédestres.
L'Inrap y a mené de nombreuses fouilles entre 2008 et 2015, mettant au jour des peintures, des sculptures de divinités domestiques et un exceptionnel ensemble de décors de stucs d'une maison romaine.

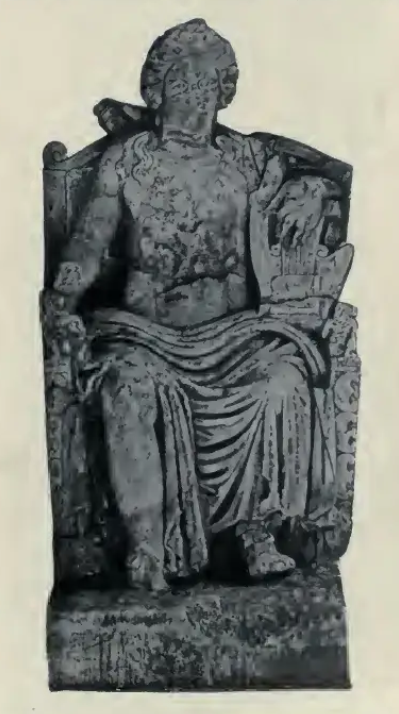
Apollon à la cithare. MAN.
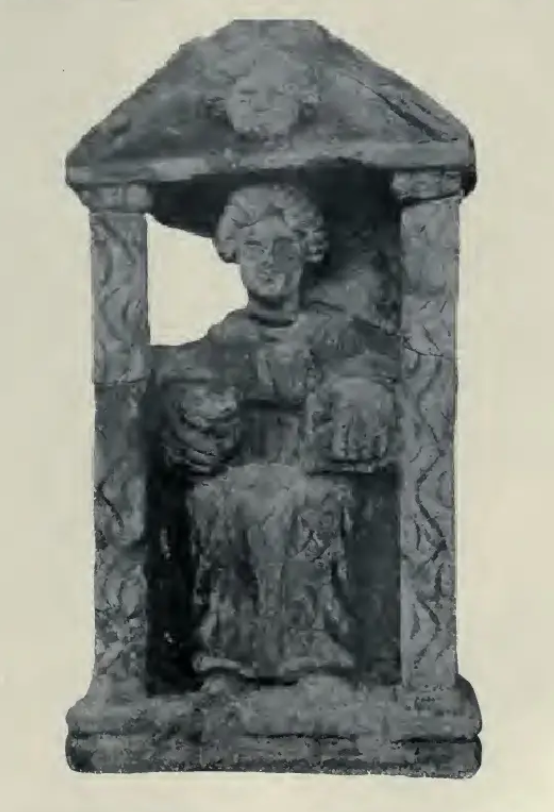
Laraire découvert au quartier de Saint-Cyr près de la gare. H. 40 cm.
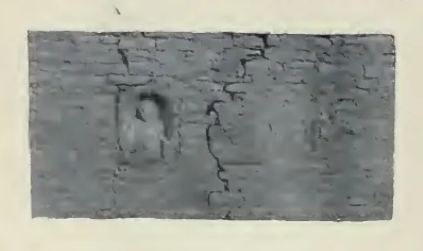
Dans un mur à la Tuilerie : buste de femme dans une niche.

Carrières et centre de production de sculptures
Dans un rayon de 6 km du bourg se trouvent plus de 48 carrières antiques. Elles ont exploité principalement les calcaires récifaux d'âge Oxfordien moyen à supérieur que l'on trouve au nord-est, au sud et à l'ouest d'Entrains ; mais aussi les calcaires à chailles d'âge Oxfordien moyen au nord-est du bourg, dont une grande carrière dans le bois de Minier. Plus de la moitié de la sculpture inventoriée dans la Nièvre provient des fouilles d'Entrains ; Devauges définit même un style de sculpture typique à Entrains. Le tout laisse penser que ce lieu était un centre important de fabrication de sculptures,.
Lieu-dit les Hopitaux (« chantier Chambault »)
Une insula artisanale y est implantée sur le côté ouest de la voie antique reliant Entrains à Auxerre (direction nord-est). Cet ensemble de constructions est révélé par les travaux de construction d'une maison qui mettent au jour du matériel céramique et un trésor monétaire gaulois ; à la suite de quoi le propriétaire accepte qu'un chantier de fouilles y soit mené par M. Devauges. Trois niveaux d'habitat y sont reconnus dans les parties sud et sud-ouest du site : époque de Constantin (310-337) ; un sol de béton du IIIe siècle ; et une couche de remblai recouvrant un niveau du Ier siècle (céramique de Saint-Rémy-en-Rollat, plombifère (Saint-Rémy est le principal atelier du centre de la Gaule fabricant des céramiques à glaçure plombifère), céramique grise moulée, céramique noire peignée). Au nord se trouve un dallage de cour ou de passage, et à l'ouest une grande cour qui a été nivelée et aménagée entre deux périodes d'habitat.
Des fouilles de 1966 à 1972 ont mis au jour trois habitats avec chacun un sous-sol / cave, plusieurs cours intérieures et une aire industrielle. Un puits a été exploré ; sa base à — 15 m était formée de chevrons de chêne. Construites au IIe siècle, les caves ont été abandonnées vers la fin du IVe siècle. Deux des sous-sols fouillés sont installés de part et d'autre d'un ambitus aménagé entre deux habitats (voir le plan du site dans Martin 1970, fig. 32, p. 383). Leurs escaliers d'accès, système d'aération et système d'assainissement sont bien conservés et démontrent l'excellence de leur construction ainsi que leur importance pratique — et rituelle, car l'un d'eux a livré l'effigie en calcaire d'un dieu de la prospérité, représenté assis sur un siège à haut dossier et portant encore des traces de peinture rouge, et toujours installé dans sa niche aménagée dans la cave.
Les fouilles ont livré notamment des vestiges de bassins alimentés par un réseau de canalisations assez complexe, des fragments d'enclume de pierre dure et surtout un dépôt de douze lingots de fer (30 à 35 cm de long et 15 à 18 mm de large), découpés par tranche à chaud ; ainsi que des outils de forgeron. Il y avait donc là une activité de transformation et de trempe du fer, occupation typique dans cette région, bien exploitée aux IIe et IIIe siècles par les ferriers de Fontenay-sous-Vézelay (le ferrier antique de Tannerre-en-Puisaye, un des deux plus grands ferriers antiques de France, est à moins de 35 km au nord-ouest).
Monnaies et céramiques (sigillées avec empreintes, céramique d'Argonne, céramique décorée à la barbotine, céramique métallisée, etc.) concourent à dater l'occupation de ce lieu à partir de la fin de la période d'indépendance gauloise au IVe siècle.
Ferme de la Boussille ou la Roussille
Ce site est à 3 km au nord-ouest du bourg et environ 400 m de la rive gauche du Nohain. À la suite de la découverte d'un fragment de fronton décoré d'un trophée d'armes, des sondages ont mis au jour les vestiges d'un bâtiment du IVe siècle qui a utilisé en remploi des matériaux dont faisait partie le bloc sculpté ; ainsi que la sole d'un four et un anneau-support de cuisson qui indique la présence d'un atelier de potier.
Lieu-dit les Quatre-Vents
Les Quatre-Vents est à 500 m au sud-est du bourg. Il s'y trouve des vestiges d'un habitat et d'un atelier de métallurgie du fer, avec une fosse dépotoir remplie de débris ferreux résultant du travail de forges.
Site de l'ancienne halle
En 1972, M. Meissonnier a mené une fouille de sauvetage à l'emplacement de l'ancienne halle située au centre de la bourgade gallo-romaine. Il semble que de très anciens travaux y aient supprimé les couches d'occupation des IIe, IIIe et IVe siècles : ses recherches n'ont livré que du mobilier médiéval, directement au-dessus de couches renfermant des vestiges datés à cheval sur la fin du Ier siècle av. J.-C. et le début du Ier siècle : fibules à ressort, potins, céramique peinte, grise, ocellée, poterie d'Acco et pots à balustres, et une importante quantité de céramique commune composée principalement de pots à gros dégraissant et à lèvre rainurée et micacée.
Le bois des Huets
Le bois des Huets est dans le sud-ouest de la commune. Il a livré un habitat et atelier de potier et, dans la cave, deux statuettes en terre cuite blanche représentant une déesse-mère allaitant ainsi que six vases miniatures habituellement réservés aux contextes cultuels.

### Moyen Âge
En 596 le règlement de saint Aunaire, 18e évêque d'Auxerre (572-605), inclut Entrains dans les trente principales paroisses du diocèse.
L'église d'Entrains a pour saint-patron saint Sulpice. Le chœur de l’église est de style roman et  le transept est de style gothique.[réf. nécessaire]

## Politique et administration
| Période                                  | Période       | Identité                 | Étiquette | Qualité            |
| ---------------------------------------- | ------------- | ------------------------ | --------- | ------------------ |
| Les données manquantes sont à compléter. |               |                          |           |                    |
| 1817                                     | 1831          | Nicolas Augustin Paliard |           | Général de brigade |
| Les données manquantes sont à compléter. |               |                          |           |                    |
| avant 1937                               | ?             | M. Chambault             | SFIO      |                    |
| ?                                        | décembre 2014 | Michel Paquette          |           | Décédé en fonction |
| 2014                                     | 2020          | Bernard Coquillat        |           |                    |
| 2020                                     | En cours      | Michel Poirier           |           | Agriculteur        |

### Jumelages
- Saranac Lake (États-Unis) depuis 1990[47].
- Monzingen (Allemagne) depuis 1965[47].

## Population et société

### Démographie
L'évolution du nombre d'habitants est connue à travers les recensements de la population effectués dans la commune depuis 1793. Pour les communes de moins de 10 000 habitants, une enquête de recensement portant sur toute la population est réalisée tous les cinq ans, les populations de référence des années intermédiaires étant quant à elles estimées par interpolation ou extrapolation. Pour la commune, le premier recensement exhaustif entrant dans le cadre du nouveau dispositif a été réalisé en 2007.

En 2022, la commune comptait 738 habitants, en évolution de −9,23 % par rapport à 2016 (Nièvre : −3,28 %, France hors Mayotte : +2,11 %).
| 1793  | 1800  | 1806  | 1821  | 1831  | 1836  | 1841  | 1846  | 1851  |
| ----- | ----- | ----- | ----- | ----- | ----- | ----- | ----- | ----- |
| 1 637 | 1 809 | 1 709 | 2 005 | 2 163 | 2 168 | 2 232 | 2 446 | 2 503 |

| 1856  | 1861  | 1866  | 1872  | 1876  | 1881  | 1886  | 1891  | 1896  |
| ----- | ----- | ----- | ----- | ----- | ----- | ----- | ----- | ----- |
| 2 350 | 2 506 | 2 377 | 2 285 | 2 381 | 2 426 | 2 340 | 2 443 | 2 365 |

| 1901  | 1906  | 1911  | 1921  | 1926  | 1931  | 1936  | 1946  | 1954  |
| ----- | ----- | ----- | ----- | ----- | ----- | ----- | ----- | ----- |
| 2 167 | 2 130 | 2 174 | 1 825 | 1 911 | 1 795 | 1 750 | 1 781 | 1 633 |

| 1962  | 1968  | 1975  | 1982  | 1990  | 1999 | 2006 | 2007 | 2012 |
| ----- | ----- | ----- | ----- | ----- | ---- | ---- | ---- | ---- |
| 1 565 | 1 470 | 1 261 | 1 184 | 1 052 | 975  | 905  | 900  | 901  |

| 2017 | 2022 | - | - | - | - | - | - | - |
| ---- | ---- | - | - | - | - | - | - | - |
| 769  | 738  | - | - | - | - | - | - | - |

### Services
- Piscine ;
- Salle polyvalente ;
- Centre de loisirs (enfance).

### Sports
Le VTT peut être pratiqué sur la commune sur trois parcours balisés : circuit de l'eau, circuit nature, circuit histoire.

## Culture et patrimoine

### Lieux et monuments
- Sanctuaire gallo-romain monumental avec une cella circulaire au centre d'une cour entourée d'une large galerie. Les deux couloirs encadrent une niche ayant supporté une statue,  vraisemblablement celle de la divinité (site enfoui)[52].
- Vestiges d'un théâtre gallo-romain de 115 m de diamètre, au lieu-dit les Terres Noires, sur le côté nord de la départementale 957. Le site a été découvert par prospection aérienne en 1974 ; des sondages effectués par la suite ont permis d'en préciser le plan (site enfoui)[53],[54].
- Maison des fouilles, qui expose une grande partie du mobilier découvert lors des fouilles archéologiques[55].
- Maison de l'Amiral du XVIIe siècle, habitée par le duc de Bellegarde, puis par l'amiral de Coligny.
- Église romane Saint-Sulpice, XIIIe siècle, XVIe siècle : chapelle du chœur du XVIIIe siècle, abside et clocher du XIXe siècle et épitaphes du XVIe siècle. L'église est inscrite comme Monument historique[56].
- Château du Réveillon construit dans la seconde partie du xixe siècle à la place d'une maison forte, propriété de la famille de Mortemart[57].
- Prêche des huguenots.
- Petit Fort.
- Lavoirs.
- Puits antique, fosse commune médiévale[58].

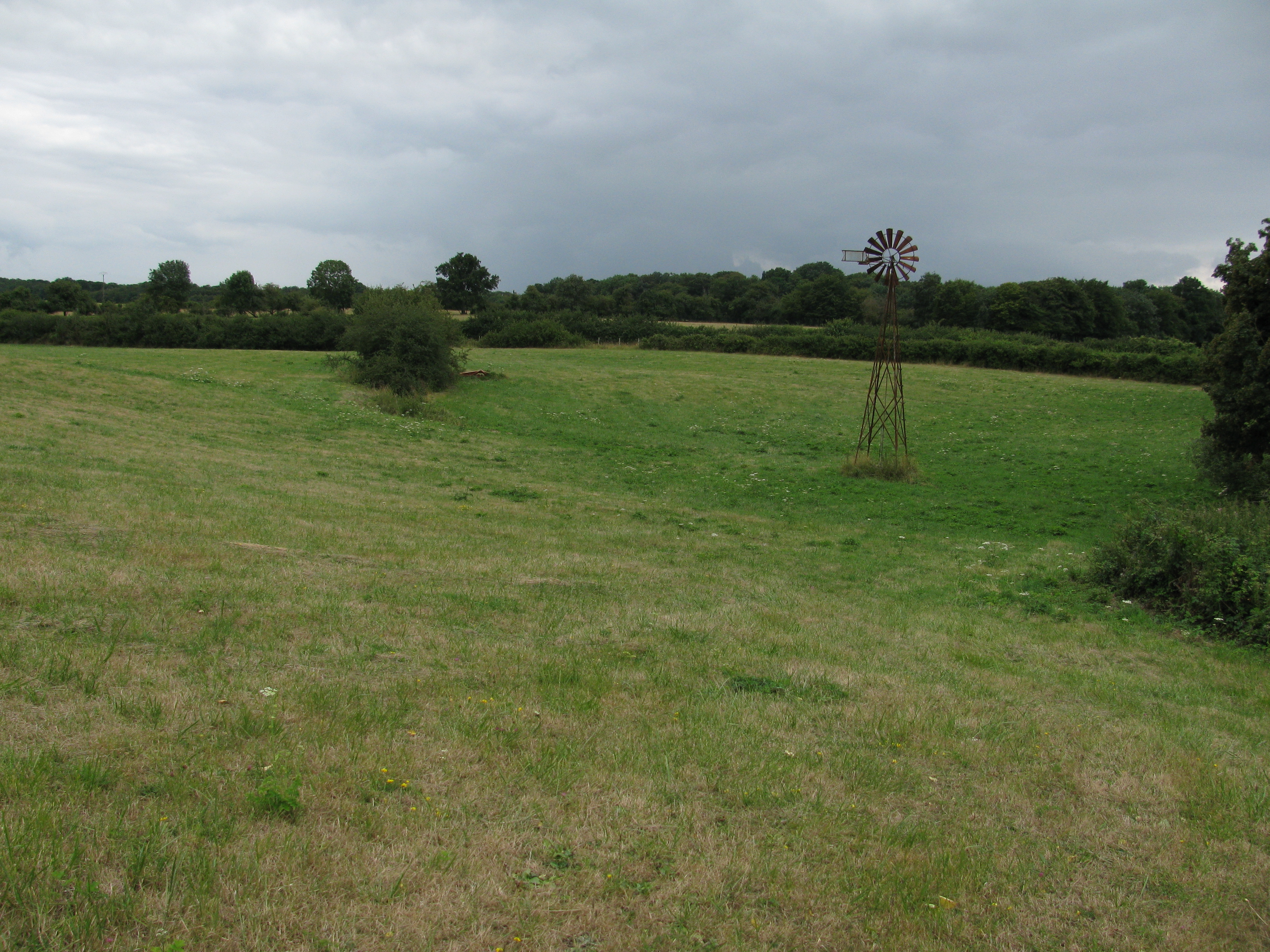
Le théâtre romain.
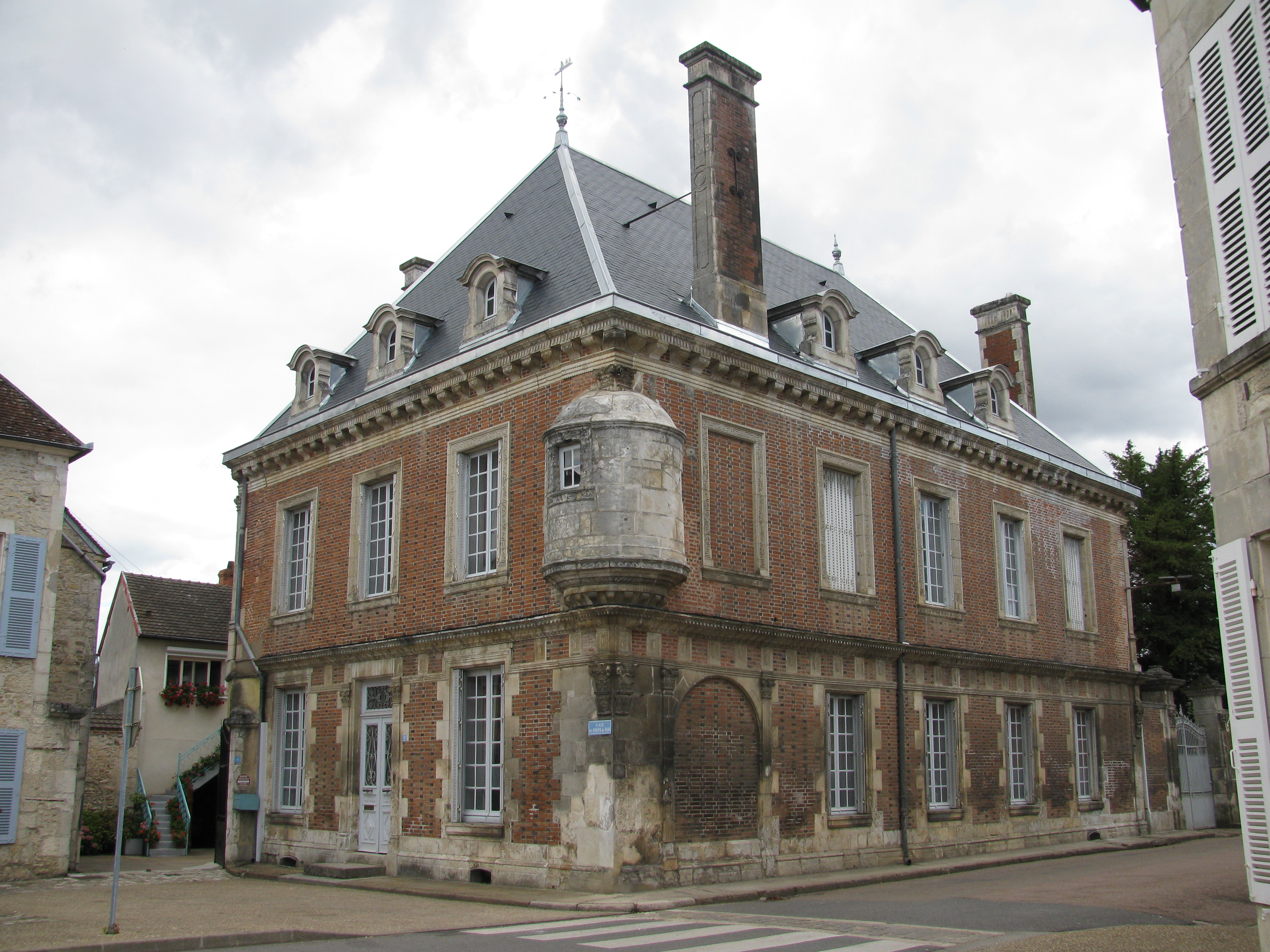
La maison de l'Amiral.
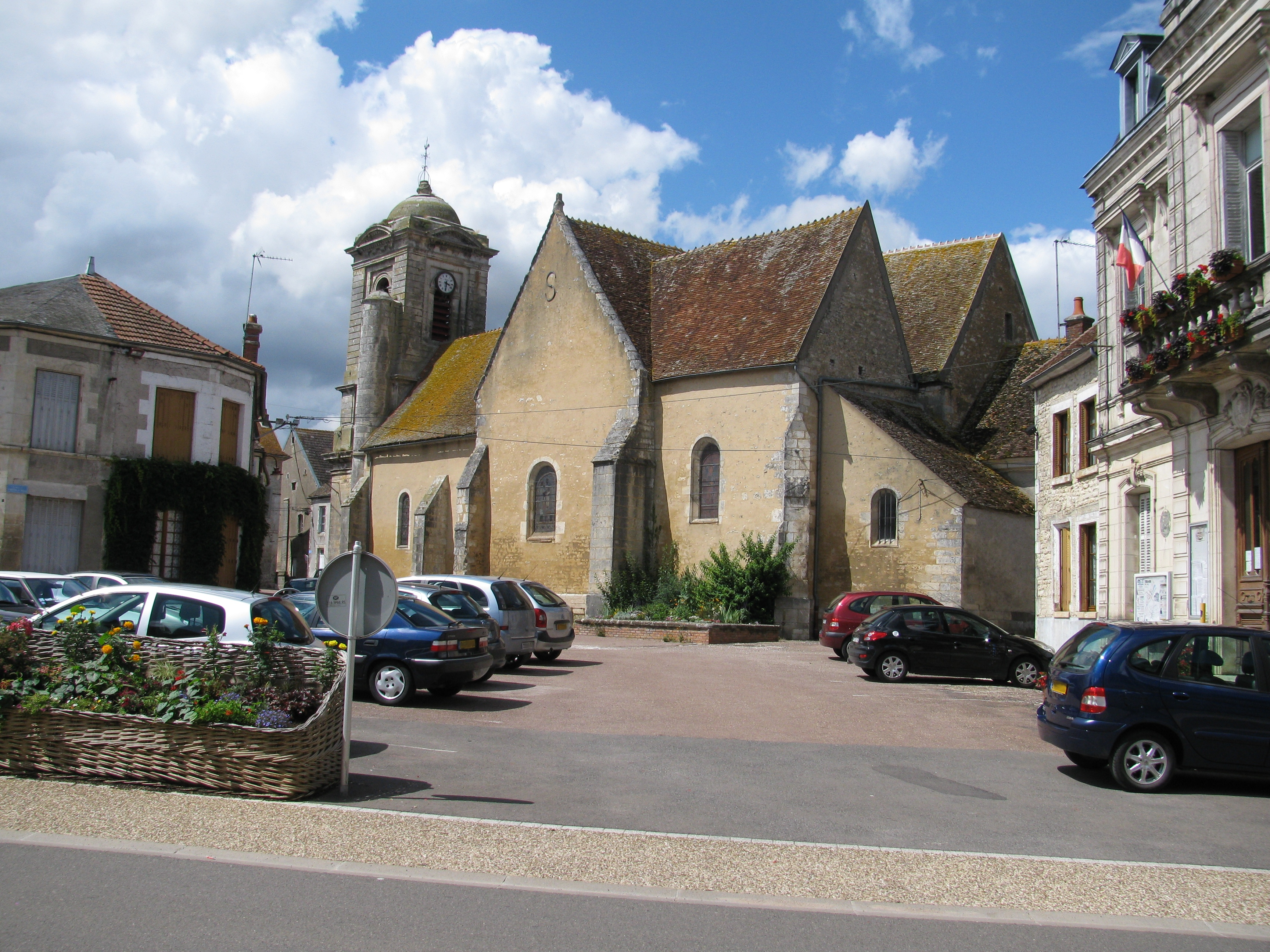
L'église Saint-Sulpice.

### Personnalités liées à la commune
- François Roger de Gaignières (1642-1715) : généalogiste, antiquaire et collectionneur, né à Entrains-sur-Nohain.
- Loup Thomas dit Bonnotte, prêtre, confesseur des Ursulines à Paris (1719-1792), béatifié par le pape Pie XI en 1926[59].
- Nicolas Augustin Paliard, dit Paillard (1756-1832) : général de brigade de Napoléon Ier. Il fut également maire d’Entrains-sur-Nohain. Son nom figure sur l'Arc de Triomphe à Paris, parmi ceux de 660 personnalités. Il apparaît sur la 6e colonne (orthographié : « Paillard »).
- Nicolas Joseph Hervez de Chegoin (1791-1877), médecin de Louis-Philippe.
- L'abbé Jacques-François Baudiau (1809-1880) : historien du Morvan et auteur d'une Histoire d'Entrains, il fut curé doyen d'Entrains-sur-Nohain de 1876 à sa mort en 1880.
- Amédée Jullien (1819-1887), peintre qui réalisa de nombreux tableaux et gravures de la ville.